# Kaard
Kaard (Midslands: Kaad; Fries: Kaard) is een gehucht op het waddeneiland Terschelling, provincie Friesland (Nederland), gelegen tussen West-Terschelling en Midsland.
Het gehucht bestaat uit een groepje boerderijen nabij een uitwateringskanaal naar de Waddenzee. De terp Horp behoort tot de buurschap Kaard. Het gezamenlijke inwonertal was op 1 januari 2019 15. Kaard ligt enkele honderden meters westelijk van Baaiduinen en Kinnum. Ten zuidwesten van Kaard liggen de terpresten van de buurschap Stortum, die in 1825 tijdens een stormvloed is weggevaagd.
Voor 2009 werd de naam van het gehucht gespeld als Kaart. Het boek Friese plaatsnamen: alle steden, dorpen en gehuchten noemt diverse oude variaties op deze naam. Uit 1527 zou Pekart stammen, maar misschien berust dit op een lees- of schrijffout en moet De Kart gelezen worden. Een vroeg-zeventiende-eeuwse schrijfwijze is Kaerdt, in de negentiende eeuw werd Kaart geschreven. Ook Kaard en Kaad komen voor. De etymologie is onduidelijk; een herkomst van de uitgang -werth (waard) wordt onwaarschijnlijk genoemd, een mogelijk verband met een woord voor wilgentenen wordt aangestipt, maar er is eigenlijk niets over bekend.
Dorpen en buurtschappen: Baaiduinen · Dellewal · Formerum · Halfweg · Hee · Hoorn · Horp · Kaard · Kinnum · Landerum · Lies · Midsland · Midsland aan Zee · Midsland-Noord · Oosterend · Striep · West aan Zee · West-Terschelling

Friesland: Steden en dorpen      Nederland: Provincies · Gemeenten